# Scorpion (Mortal Kombat)
Pour les articles homonymes, voir Scorpion (homonymie).
Scorpion ou Hanzo Hasashi (藏半藏), est un personnage de la série de jeu de combat Mortal Kombat par Midway Games. Il marque sa première apparition dans le premier Mortal Kombat sorti en 1992. Hormis Mortal Kombat 3, Scorpion apparaît dans tous les épisodes de la série.

## Design
Scorpion est l'un des personnages originaux de la série, apparaissant dans le premier Mortal Kombat sorti en 1992. Il fait partie des personnages les plus populaires de la série aux côtés de Sub Zero, il apparaît notamment sur les couvertures de Mortal Kombat X et Mortal Kombat 11,. En tant que personnage jouable, Scorpion est présent dans tous les Mortal Kombat de la série, à l'exception de Mortal Kombat 3, où il apparaît un peu plus tard dans la mise à jour intitulée Ultimate Mortal Kombat 3. 
Scorpion est un personnage central dans l'intrigue de la franchise où il est opposé directement à Sub-Zero. Les deux personnages forment un archétype de ninjas qui donneront vie à de nouveaux personnages durant les trois premiers épisodes (Smoke, Noob Saibot, Reptile, Rain, Ermac et Chameleon). Ces personnages possèdent tous la même tenue de combat au début de la série, pour des raisons de budget. Ils sont principalement différenciés par des palettes de couleurs. Scorpion a reçu une palette jaune et les développeurs ont décidé qu'elle symboliserait le feu comme l'exact opposé du bleu glacé de Sub-Zero, ce « qui a donné lieu à l'histoire de ces personnages opposés de type clan ninja ».
Son modèle commence à évoluer dès Mortal Kombat 4 et les personnages ninjas gagnent en détails, Scorpion reçoit deux épées katana attachées à son dos dans Mortal Kombat: Deadly Alliance et un ensemble d'épaulettes ornées dans Mortal Kombat: Mystification.

## Histoire
Scorpion, Hanzo Hasashi de son vrai nom, est l'un des personnages les plus populaires de la série Mortal Kombat. Combattant immortel maîtrisant le feu qui cherche à venger la mort de sa famille et de son clan, le Shirai Ryu, en tuant l'assassin Sub-Zero. Il revêt un costume jaune caractéristique tout au long de la série Mortal Kombat qui symbolise la traîtrise. Le Sub-Zero de Mortal Kombat a péri de sa main. Lors du deuxième tournoi, Scorpion rencontra Kuai Lang, le frère de son assassin qui a lui aussi pris le nom de Sub-Zero. En le voyant, Scorpion comprit que c'était son frère et décida de l'épargner et de le prendre sous son aile.
Lors de Mortal Kombat 4, Quan Chi fait son apparition et lui révèle qu'il est le véritable meurtrier de son clan. Alors que Scorpion se jette sur le sorcier, celui-ci le repousse à travers un portail vers le Netherrealm, mais Scorpion parvient à l'entrainer dans sa chute. Dans Mortal Kombat: Deadly Alliance, Quan Chi parvient à s'échapper du royaume des morts, en comptant sur l'aide des dieux Oni, Drahmin et Moloch qui devaient repousser Scorpion.
Dans Mortal Kombat Deception, on apprend que Scorpion est le Champion des Dieux Anciens. Il a été envoyé pour empêcher Onaga (le Roi Dragon) de ressusciter. Scorpion accepte de se battre à la condition que les Dieux Anciens ramènent son clan à la vie. Bien qu'ayant échoué à empêcher sa résurrection, Scorpion parvient tout de même à vaincre Onaga, les Dieux Anciens accèdent alors à sa requête et le clan Shirai Ryu est ressuscité, mais sous forme de morts-vivants. Se sentant trahit, Scorpion prépare alors sa vengeance.
Dans Mortal Kombat: Armageddon, Scorpion dirige son clan de morts-vivants dans l'objectif d'éliminer Taven et Daegon, les élus des Dieux Anciens destinés à empêcher l'Armageddon. Il rejoint ensuite les forces de l'ombre contre celle de la lumière, où il affronte de nouveau Sub-Zero, où il y trouvera la mort.
Dans Mortal Kombat 9, qui reprend à l'époque du premier tournoi, Raiden approche Scorpion et lui demande d'épargner la vie de Sub-Zero (Bi-Han) en échange de quoi il demandera aux Dieux Anciens de ressusciter le Shirai Ryu, ce que Scorpion accepte. Néanmoins, poussé par Quan-Chi, il tuera malgré tout son rival. Scorpion est plus tard convoqué par son maître pour affronter le frère cadet de Sub-Zero. Il perd cette fois le combat mais s'enfuit avant d'être mis à mort.
Dans Mortal Kombat X, il est libéré du contrôle de Quan-Chi, avec Sub-Zero et Jax, par Raiden. Vingt ans après, il a reformé le Clan Shirai Ryu dont il est devenu le maître et a pris Takeda (fils de Kenshi) sous son aile. Il cherche également à se venger de Quan-Chi, qu'il a découvert, par Sub-Zero avec qui il a fait la paix, être le véritable meurtrier de sa famille. De ce fait, il le décapitera vengant ainsi les siens. Malheureusement, il est grièvement blessé par D'Vorah, vite mis à terre par Shinnok et révélera à Cassandra Cage et son équipe que son père est prisonnier de Shinnok, au Temple Céleste.
Dans Mortal Kombat 11, Hanzo Hasashi se retrouve face à sa version passée. Après un combat très serré, Hasashi réussit à vaincre Scorpion du passé, plutôt que de le tuer, il préfère l'épargner et convainc Scorpion de s'allier avec lui, ce dernier accepte l'offre de Hanzo. Mais, D'Vorah est apparue soudainement et a tué Hasashi. Scorpion du passé promet à Hanzo de venger sa mort avant de se joindre à la lutte contre Kronika.
Dans Mortal Kombat 1, Liu Kang a créé un nouveau continuum et beaucoup de personnages connus changent. C'est le cas de Scorpion qui est ici l'identité porté par Kuai Lang, le frère de Bi-Han. Ce dernier est membre du Lin Kuei, qui dans cette nouvelle temporalité, sont un clan ayant juré fidélité à Liu Kang et protégeant le Royaume Terre. Il est cependant en conflit avec son frère, devenu Grand Maître après la mort de leur père, qui souhaite s'émanciper du Dieu du Feu et assouvir sa soif de combats. Après que ce dernier se soit allié à Shang Tsung pour avoir le contrôle d'une armée de pierre, Kuai Lang le confronte en duel et parvient à le battre. Sachant que le Lin Kuei restera malgré tout fidèle à Bi-Han, lui et Smoke décident de le quitter et de former leur propre clan : le Shirai Ryu.

## Apparitions dans d'autres médias
- Mortal Kombat (1995), film de Paul W. S. Anderson, avec Chris Casamassa
- Mortal Kombat : Destruction finale (1997), film de John R. Leonetti, avec J.J. Perry
- Mortal Kombat: Conquest (1999), série, avec Chris Casamassa
- Mortal Kombat: Legacy (2011), série, avec Ian Anthony Dale
- Mortal Kombat : Les Gardiens du royaume la série télévisée d'animation
- Injustice : Les Dieux sont parmi nous (DLC)
- Mortal Kombat Legends: Scorpion's Revenge
- Mortal Kombat Legends: Battle of the Realms
- Mortal Kombat (2021), film de Simon McQuoid, avec Hiroyuki Sanada